# SK해운
SK해운은 대한민국의 해운기업이다.

## 역사
- 1982년 설립되었다.
- 1997년 유공해운㈜에서 현재의 사명으로 변경하였다.
- 2003년 2천 4백억원의 부실 회계를 처리하여 논란이 되었다.[2]
- 2006년 SK 손길승 전 회장이 회사 계좌를 이용해 7천8백84억원을 선물에 투자하여 이 가운데 40%가량이 손실처리되어 검찰에 의해 구속수감되었다[3]
- 2013년 SK그룹 최태원 회장 형제와 공모해 회사 돈 수백억원을 빼돌린 혐의로 전 SK해운 고문이 특정경제범죄가중처벌법상 횡령 혐의로 구속기소되었다.[4]
- 2017년 외국에서 들여온 선박 내 유류 약 180만리터를 신고를 하지 않아 4억여원의 과세처분을 받았다.[5]
- 2023년 LNG 운반선 결함으로 삼성중공업으로부터 3780억 원의 배상금을 받는 판결을 받았다[6]
- 2025년 회사를 소유한 사모펀드인 한앤컴퍼니(이하 한앤코)가 인수 8년 만에 HMM (기업)이 우선협상대상자로 하여 매각 절차에 들어갔다.[7]